# Wielersport op de Olympische Zomerspelen 2004/mountainbike vrouwen
De fietsdiscipline mountainbike was een onderdeel van de wielersport op de Olympische Zomerspelen 2004. De vrouwenwedstrijd vond plaats op vrijdag 27 augustus 2004 in Athene, twee dagen voor de sluitingsceremonie van de Olympische Spelen. De wedstrijd begon om 11:00 uur plaatselijke tijd. Het parcours bestond uit een aanloopronde en vijf volle ronden over een afstand van 31,3 kilometer. De wedstrijd werd gewonnen door de Noorse Gunn-Rita Dahle, die op de streep een voorsprong had van 59 seconden op de nummer twee, de Canadese Marie-Hélène Prémont. In totaal stonden dertig rensters aan de start, afkomstig uit dertig landen. Zes van hen stapten voortijdig af, onder wie titelverdediger Paola Pezzo.

## Uitslag
| №                                               | Naam                  | Land | Tijd     | Verschil  |
| ----------------------------------------------- | --------------------- | ---- | -------- | --------- |
| Goud                                            | Gunn-Rita Dahle       | NOR  | 01:56,51 | —         |
| Zilver                                          | Marie-Hélène Prémont  | CAN  | 01:57,50 | +00′59"   |
| Brons                                           | Sabine Spitz          | GER  | 01:59,21 | +02′40"   |
| 4                                               | Alison Sydor          | CAN  | 01:59,47 | +02′56"   |
| 5                                               | Elsbeth van Rooy-Vink | NED  | 02:01,41 | +04′50"   |
| 6                                               | Maja Włoszczowska     | POL  | 02:02,08 | +05′17"   |
| 7                                               | Ivonne Kraft          | GER  | 02:05,18 | +08′27"   |
| 8                                               | Laurence Leboucher    | FRA  | 02:05,34 | +08′43"   |
| 9                                               | Mary McConneloug      | USA  | 02:06,12 | +08′21"   |
| 10                                              | Lisa Mathison         | AUS  | 02:07,01 | +10′10"   |
| 11                                              | Anna Szafraniec       | POL  | 02:07,44 | +10′53"   |
| 12                                              | Jimena Florit         | ARG  | 02:08,42 | +11′51"   |
| 13                                              | Irina Kalentjeva      | RUS  | 02:08,57 | +12′06"   |
| 14                                              | Bärbel Jungmeier      | AUT  | 02:09,22 | +12′31"   |
| 15                                              | Kiara Bisaro          | CAN  | 02:09,50 | +12′59"   |
| 16                                              | Robyn Wong            | NZL  | 02:10,59 | +14′08"   |
| 17                                              | Ma Yanping            | CHN  | 02:13,18 | +16′27"   |
| 18                                              | Jaqueline Mourão      | BRA  | 02:13,52 | +17′01"   |
| 19                                              | Katrin Leumann        | SUI  | 02:16,07 | +19′16"   |
| 20                                              | Maria Östergren       | SWE  | 02:16,16 | +19′25"   |
| Uit de race genomen wegens te grote achterstand |                       |      |          |           |
| 21                                              | Jenny McCauley        | IRL  |          | +1 ronde  |
| 22                                              | Yukari Nakagome       | JPN  |          | +1 ronde  |
| 23                                              | Karen Matamoros       | CRC  |          | +1 ronde  |
| 24                                              | Elina Sofokleous      | CYP  |          | +2 ronden |
| Niet gefinisht                                  |                       |      |          |           |
| —                                               | Margarita Fullana     | ESP  |          | DNF       |
| —                                               | Magdalena Sadłecka    | POL  |          | DNF       |
| —                                               | Barbara Blatter       | SUI  |          | DNF       |
| —                                               | Mette Andersen        | DEN  |          | DNF       |
| —                                               | Paola Pezzo           | ITA  |          | DNF       |
| —                                               | Janka Števková        | SVK  |          | DNF       |

1996: Paola Pezzo ·
2000: Paola Pezzo ·
2004: Gunn-Rita Dahle ·
2008: Sabine Spitz ·
2012: Julie Bresset ·
2016: Jenny Rissveds ·
2020: Jolanda Neff ·
2024: Pauline Ferrand-Prévot